# 富樫教家
富樫 教家（とがし のりいえ）は、室町時代前期から中期にかけての武将・守護大名。富樫氏16代当主。加賀国守護。出家して以降は甫柏と名乗る。

## 略歴
富樫満春の次男として誕生。6代将軍・足利義教の偏諱を受けて教家と名乗る。
富樫氏は代々加賀守護を任ぜられている一族である。父で先々代守護である満春の没後、家督と守護職は兄・持春が継ぎ、教家は奉公衆として将軍足利義持・足利義教に近侍していた。永享5年（1433年）に持春が早世し、持春に嗣子がいなかったため教家が加賀守護に任ぜられた。
嘉吉元年（1441年）6月18日、教家は将軍・義教の勘気を蒙り、突如として加賀守護を解任されて逐電した。富樫氏の家督は当時醍醐寺の喝食となっていた弟が還俗して継ぎ、泰高と名乗り守護となった。しかし、教家の逐電から僅か6日後の6月24日に義教が暗殺されると（嘉吉の乱）、教家は幕府の有力者畠山持国の支持を得て家督の奪還をねらった。守護の泰高は管領・細川持之を後ろ盾としてこれに対抗し、富樫家中も泰高派と教家派に分裂した（加賀両流文安騒動）。
翌嘉吉2年（1442年）に持之が管領を辞し畠山持国が後任となると、持国は泰高を廃し、教家の子・成春を守護に任じた。泰高はこれを不服として加賀国内の在地勢力を味方につけ頑強に抵抗した。文安2年（1445年）、持国に代わって細川勝元（持之の子）が管領となると泰高派が勢いを盛り返して教家・成春父子は加賀から追放された。
こうした混乱の末、文安4年（1447年）になってようやく両派は和睦し、成春は加賀北半国、泰高は南半国の守護に任じられた。教家は守護である成春の後見を務めた。しかし、再び成春と泰高の仲が悪くなっていった長禄2年（1458年）、長禄の変で手柄を立てた赤松政則が加賀北半国の守護を与えられることになり、教家・成春父子はまたも追放された。そしてこの頃に教家は出家して臨済宗の僧、甫柏と号している。
甫柏は、翌長禄3年（1459年）6月2日に京都東福寺南泉庵（富樫家が檀越）で父満春の三十三回忌法要を弟の泰高と共に行い、和睦を図っている。甫柏はやがて南泉庵に住し、『碧山日録』を記した雲泉太極と交際し、臨済僧としての生活を送っていた。僧としての実力は「梵字の発音を教示し、宗論に耳を傾け、また詩文をも嗜む一面も垣間見せるという学問僧としての姿が見える」というものであった。
応仁2年（1468年）11月20日、甫柏は太極に書状を送っているが、これ以降の消息は知られていない。